# 杨明 (1955年)
杨明（1955年—），云南昆明人，汉族，中华人民共和国政治人物，云南省昆明市官渡区六甲乡福保村党委书记、村主任。中国共产党党员，第十一届全国人民代表大会云南地区代表。

## 生平
毕业于云南省委党校经济管理专业。2008年起担任全国人大代表。